# Максі Лопес
Максі Лопес (ісп. Maxi López, нар. 3 квітня 1984, Буенос-Айрес) — аргентинський футболіст, нападник клубу «Торіно».
Насамперед відомий виступами за «Катанію» та молодіжну збірну Аргентини.

## Клубна кар'єра
Вихованець футбольної школи клубу «Рівер Плейт». Дорослу футбольну кар'єру розпочав 2001 року в основній команді того ж клубу, в якій провів три сезони, взявши участь у 56 матчах чемпіонату. За цей час тричі виборював титул чемпіона Аргентини.

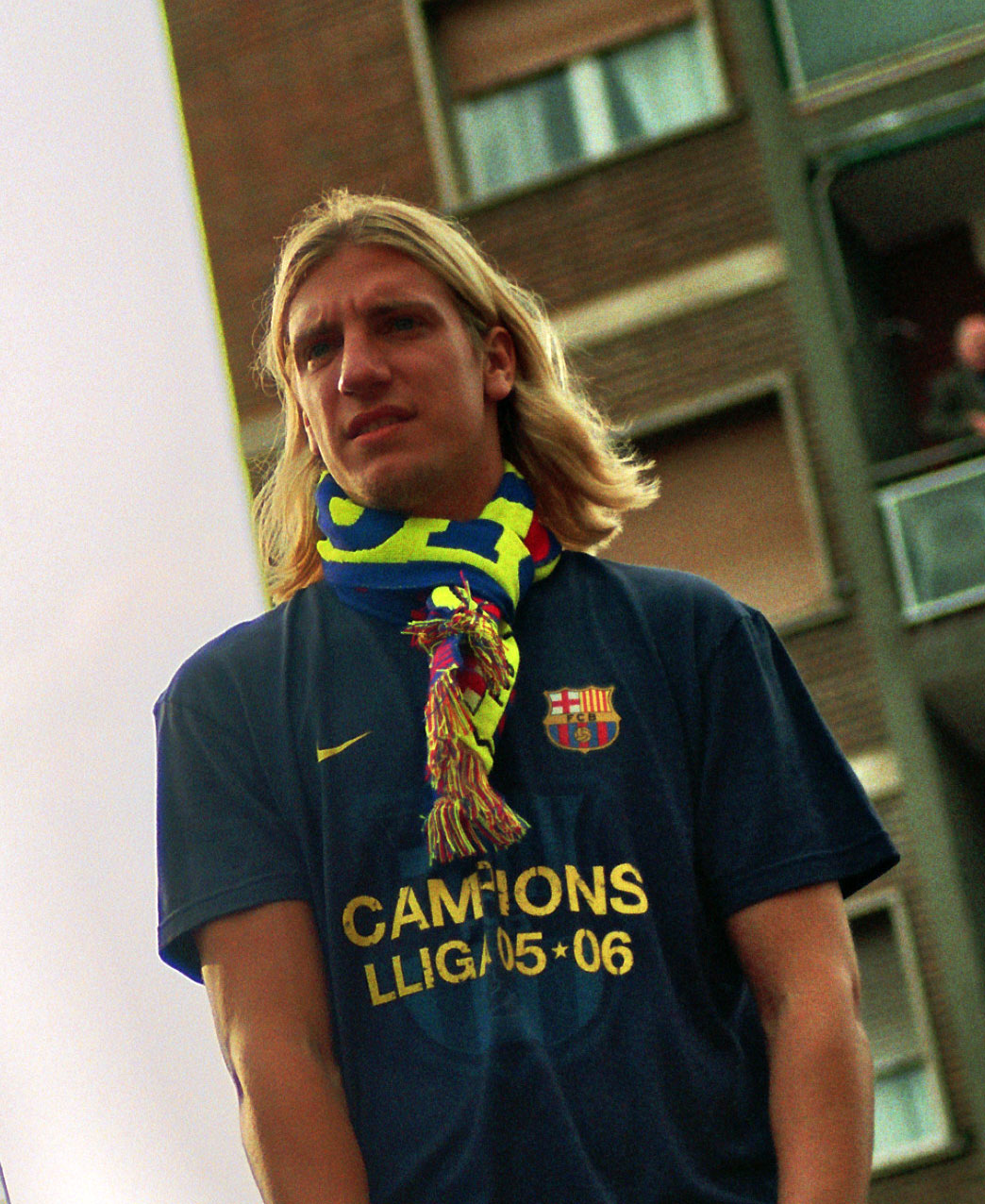
Максі Лопес під час виступів у «Барселоні» святкує перемогу в чемпіонаті. 7 травня 2006 року.

У січні 2005 року «Барселона» придбала його за 6,2 млн євро після травми Хенріка Ларссона. Дебютував у команді у матчі проти «Челсі» у Лізі чемпіонів, проте так і став основним гравцем команди. Попри це став з командою дворазовим чемпіоном Іспанії, володарем суперкубка Іспанії та переможцем Ліги чемпіонів УЄФА. Покинув «Барселону» на початку сезону 2006/07, виїхавши в оренду в «Мальорку», де він не виправдав очікувань, забивши 2 голи у 25 матчах.
16 серпня 2007 року підписав контракт з російським клубом «Москва», сума трансферу склала 2 млн євро. У сезоні 2007 в 9 матчах забив 6 голів, а у наступному — 3 у 13 матчах. У 2009 році виступав на правах оренди за бразильське «Греміо» (Порту-Алегрі), провів 25 матчів, забив 11 голів.
20 січня 2010 року перейшов у італійську «Катанію», підписавши контракт на 4 роки.
27 січня 2012 року підписав контракт з італійським «Міланом», куди перейшов на правах оренди до кінця сезону з правом викупу. 1 лютого 2012 року дебютував за «Мілан» в матчі Серії А проти «Лаціо», вийшовши на заміну на 79-й хвилині замість Марка ван Боммела. Його команда на виїзді поступилася 0:2. Свій перший гол за «Мілан» забив 11 лютого на 77-й хвилині у виїзному матчі чемпіонату проти «Удінезе» (2:1), вийшовши на заміну на 66-й хвилині замість Антоніо Ночеріно.
10 липня 2012 року перейшов в «Сампдорію» на правах річної оренди з можливим правом викупу. Клуб не став викуповувати контракт гравця, але знову взяв його в оренду на другу половину сезону 2013/14.
1 липня 2014 року Максі Лопес перейшов в «К'єво», проте вже 13 січня 2015 року став гравцем «Торіно». Відтоді встиг відіграти за туринську команду 38 матчів в національному чемпіонаті.

## Виступи за збірні
2001 року дебютував у складі юнацької збірної Аргентини, взяв участь у 5 іграх на юнацькому рівні, відзначившись 3 забитими голами.
Протягом 2001—2004 років залучався до складу молодіжної збірної Аргентини, з якою 2003 року став молодіжним чемпіоном Південної Америки. Всього на молодіжному рівні зіграв у 29 офіційних матчах, забив 8 голів.

## Статистика виступів

### Статистика клубних виступів
| Сезон                   | Команда                 | Чемпіонат               | Чемпіонат | Чемпіонат | Національний кубок | Національний кубок | Національний кубок | Континентальні кубки | Континентальні кубки | Континентальні кубки | Інші змагання | Інші змагання | Інші змагання | Усього | Усього |
| Сезон                   | Команда                 | Ліга                    | Ігор      | Голів     | Ліга               | Ігор               | Голів              | Ліга                 | Ігор                 | Голів                | Ліга          | Ігор          | Голів         | Ігор   | Голів  |
| ----------------------- | ----------------------- | ----------------------- | --------- | --------- | ------------------ | ------------------ | ------------------ | -------------------- | -------------------- | -------------------- | ------------- | ------------- | ------------- | ------ | ------ |
| 2001-02                 | «Рівер Плейт»           | ПД                      | 17        | 1         | —                  | —                  | —                  | КМ                   | 2                    | 0                    | —             | —             | —             | 19     | 1      |
| 2002-03                 | «Рівер Плейт»           | ПД                      | 6         | 1         | —                  | —                  | —                  | КЛ                   | 1                    | 0                    | —             | —             | —             | 6      | 1      |
| 2003-04                 | «Рівер Плейт»           | ПД                      | 17        | 6         | —                  | —                  | —                  | КС+КЛ                | 5+4                  | 2+0                  | —             | —             | —             | 17     | 6      |
| 2004–05                 | «Рівер Плейт»           | ПД                      | 16        | 5         | —                  | —                  | —                  | КС                   | 2                    | 1                    | —             | —             | —             | 18     | 6      |
| Усього за «Рівер Плейт» | Усього за «Рівер Плейт» | Усього за «Рівер Плейт» | 56        | 13        |                    | —                  | —                  |                      | 14                   | 3                    |               | —             | —             | 70     | 16     |
| 2004–05                 | «Барселона»             | ПД                      | 8         | 0         | КІ                 | 0                  | 0                  | ЛЧ                   | 2                    | 1                    | —             | —             | —             | 10     | 1      |
| 2005-06                 | «Барселона»             | ПД                      | 6         | 0         | КІ                 | 2                  | 1                  | ЛЧ                   | 1                    | 0                    | СІ            | 0             | 0             | 9      | 1      |
| Усього за «Барселону»   | Усього за «Барселону»   | Усього за «Барселону»   | 14        | 0         |                    | 2                  | 1                  |                      | 3                    | 1                    |               | 0             | 0             | 19     | 2      |
| 2006-07                 | «Мальорка»              | ПД                      | 29        | 3         | КІ                 | 2                  | 2                  | —                    | —                    | —                    | —             | —             | —             | 31     | 5      |
| 2007                    | «Москва»                | ПЛ                      | 9         | 6         | КР                 | 1                  | 0                  | —                    | —                    | —                    | —             | —             | —             | 10     | 6      |
| 2008                    | «Москва»                | ПЛ                      | 13        | 3         | КР                 | 1                  | 0                  | КУЄФА                | 1                    | 0                    | —             | —             | —             | 15     | 3      |
| Усього за «Москву»      | Усього за «Москву»      | Усього за «Москву»      | 22        | 9         |                    | 2                  | 0                  |                      | 1                    | 0                    |               | —             | —             | 25     | 9      |
| 2009                    | «Греміо»                | ЛГ+A                    | 7+25      | 1+12      | —                  | —                  | —                  | КЛ                   | 9                    | 4                    | —             | —             | —             | 41     | 17     |
| 2009–10                 | «Катанія»               | A                       | 17        | 11        | —                  | —                  | —                  | —                    | —                    | —                    | —             | —             | —             | 17     | 11     |
| 2010-11                 | «Катанія»               | A                       | 35        | 8         | КІ                 | 2                  | 2                  | —                    | —                    | —                    | —             | —             | —             | 37     | 10     |
| 2011–12                 | «Катанія»               | A                       | 14        | 3         | КІ                 | 2                  | 2                  | —                    | —                    | —                    | —             | —             | —             | 16     | 5      |
| 2011–12                 | «Мілан»                 | A                       | 8         | 1         | КІ                 | 2                  | 1                  | ЛЧ                   | 1                    | 0                    |               | —             | —             | 11     | 2      |
| 2012–13                 | «Сампдорія»             | A                       | 17        | 4         | КІ                 | 1                  | 1                  |                      | —                    | —                    |               | —             | —             | 18     | 5      |
| 2013–14                 | «Катанія»               | A                       | 12        | 1         | КІ                 | 1                  | 0                  |                      | —                    | —                    |               | —             | —             | 13     | 1      |
| Усього за «Катанію»     | Усього за «Катанію»     | Усього за «Катанію»     | 78        | 23        |                    | 5                  | 4                  |                      | —                    | —                    |               | —             | —             | 83     | 27     |
| 2013–14                 | «Сампдорія»             | A                       | 11        | 1         | КІ                 | —                  | —                  |                      | —                    | —                    |               | —             | —             | 11     | 1      |
| Усього за «Сампдорію»   | Усього за «Сампдорію»   | Усього за «Сампдорію»   | 28        | 5         |                    | 1                  | 1                  |                      | —                    | —                    |               | —             | —             | 29     | 6      |
| 2014–15                 | «К'єво»                 | A                       | 13        | 1         | КІ                 | 1                  | 0                  |                      | —                    | —                    |               | —             | —             | 14     | 1      |
| 2014–15                 | «Торіно»                | A                       | 18        | 8         | КІ                 | 1                  | 0                  | ЛЄ                   | 4                    | 3                    |               | —             | —             | 23     | 11     |
| 2015–16                 | «Торіно»                | A                       | 20        | 3         | КІ                 | 3                  | 2                  |                      | —                    | —                    |               | —             | —             | 23     | 5      |
| Усього за «Торіно»      | Усього за «Торіно»      | Усього за «Торіно»      | 38        | 11        |                    | 4                  | 2                  |                      | 4                    | 3                    |               |               |               | 46     | 16     |
| Усього за кар'єру       | Усього за кар'єру       | Усього за кар'єру       | 318       | 79        |                    | 19                 | 11                 |                      | 32                   | 11                   |               | 0             | 0             | 369    | 101    |

## Досягнення
- Чемпіон Південної Америки (U-20): 2003
- Переможець Панамериканських ігор: 2003
- Чемпіон Аргентини:

«Рівер Плейт»: 2002, 2003, 2004
- Чемпіон Іспанії:

«Барселона»: 2004-05, 2005-06
- Володар Суперкубка Іспанії:

«Барселона»: 2005
- Переможець Ліги чемпіонів УЄФА:

«Барселона»: 2005-06